# Johann Weynand
Johann Weynand (* 21. September 1923 in Nidrum; † 16. Februar 1997 ebenda) war ein belgischer Politiker der Christlich Sozialen Partei (CSP).

## Leben und Wirken
Nach seiner Schulzeit und Ausbildung begann Weynand eine Laufbahn als Kommunalbeamter und war von 1950 bis 1973 als Gemeindesekretär im Ort Elsenborn tätig. Nachdem Weynand als Mitglied der Christlich Sozialen Partei im Jahr 1966 erstmals bei den Wahlen zum Belgischen Senat aufgestellt worden war, dabei jedoch ein Mandat verfehlt hatte, gelang es ihm bei den folgenden Wahlen 1971 aber die notwendige Stimmenmehrheit zu erhalten. Dennoch konnte er sein Mandat nicht antreten, weil ihm die hierfür erforderliche Bestätigung wegen seines Dienstes in der deutschen Wehrmacht während des Zweiten Weltkrieges vorenthalten wurde. Stattdessen wurde er für Verwaltungsaufgaben in verschiedenen Brüsseler Kabinetten eingesetzt, zuletzt von Januar bis November 1973 als Stabschef von Willy Schyns, dem Staatssekretär für die Ostkantone und Tourismus in der Regierung von Premierminister Edmond Leburton.
Nachdem durch die erste Staatsreform Belgiens in den Jahren 1968 bis 1971 der deutschen Kulturgemeinschaft, wie die Deutschsprachige Gemeinschaft damals noch genannt wurde, mit der Einsetzung des Rats der deutschen Kulturgemeinschaft (RdK) eine eigene Volksvertretung zugestanden worden war, wurde Weynand bei der konstituierenden Sitzung am 23. Oktober 1973 als Erstes Mitglied zum Präsidenten dieser neuen Institution gewählt.
Einige Monate vor dem regulären Ende der Wahlperiode legte Weynand sein Mandat als Ratspräsident nieder und übernahm das Amt des stellvertretenden Bezirkskommissars von Malmedy, das er bis zu seiner Pensionierung im Jahr 1988 innehatte.
Nebenberuflich setzte sich Weynand für die Kriegsopfer Belgiens ein und war langjähriger Präsident des nationalen Kriegsopferverbandes.
Für seine Verdienste wurde Weynand im Jahr 1986 mit dem Kommandeurskreuz des belgischen Kronenordens ausgezeichnet.